# Berezowska Elektrownia Cieplna
Berezowska Elektrownia Cieplna (Bieriozowskaja GRES) – elektrownia węglowa w miejscowości Szarypowo w Rosji na środkowej Syberii. Na jej terenie znajduje się mierzący 370 metrów komin zbudowany w 1985 roku. Jest drugą najwyższą budowlą w Rosji, po wieży telewizyjnej w Ostankino (540 m), i piątym pod względem wysokości kominem na świecie.